# Al jouw woorden zijn te veel
Al jouw woorden zijn te veel is een single van de Nederlandse zanger André Hazes uit 1985. Het stond in hetzelfde jaar als zevende track op het album Alleen met jou, waar het de eerste single van was.

## Achtergrond
Al jouw woorden zijn te veel is geschreven door Hans Bouwens en André Hazes en geproduceerd door Tim Griek. Het is een levenspoplied waarin de liedverteller vraagt aan zijn ex-geliefde om hem met rust te laten. Het is een van de weinige nummer van Hans Bouwens, beter bekend onder zijn pseudoniem George Baker, die hij in het Nederlands heeft geschreven. B-kant van de single is Praat met mij, geschreven door Astrid Nijgh en Hazes. Dat nummer is als achtste track op hetzelfde album te vinden.

## Hitnoteringen
Het lied behaalde hitnoteringen in de twee grootste hitlijsten van Nederland op dat moment. In de Nationale Hitparade piekte het op de tiende plaats. Het stond zeven weken in de lijst genoteerd. De piekpositie in de Top 40 was de 22e plaats in de zes weken dat het in de lijst stond. 